# 上天救命
《上天救命》1984年香港黑色喜劇電影，姜大衛第一部執導的時裝喜劇，由曾志偉和鍾楚紅主演。

## 劇情大綱
麥斗天生倒楣，被劫、被革職等事時有發生，其姊因而為他擔憂，幸麥斗性格樂觀，凡事皆能逢凶化吉。然而被未婚妻拋棄，令他借酒消愁，醉酒駕車發生意外而昏迷。昏迷間魂遊地府，牛頭馬面因他死期未到而命他重返陽間，並透露他的死期將會在王百萬、包黛麗和石神被殺之後，麥斗因此想盡辦法阻止王百萬、包待麗和石神死亡。

## 演員表
| 演員   | 角色       | 後期粵語配音 |
| ------ | ---------- | ------------ |
| 曾志偉 | 麥斗       | 馮永和       |
| 鍾楚紅 | 石女       | 沈小蘭       |
| 吳耀漢 | 陳小明探長 | 金貴         |
| 秦祥林 | 殺手       | 朱子聰       |
| 黃韻詩 | 麥斗姐姐   | 黃韻詩       |
| 秦沛   | 石神       | 盧雄         |
| 馮敬文 | 王百萬     |              |
| 鄺美寶 | 包黛麗     |              |
| 胡楓   | 胸圍廠經理 | 朱子聰       |

## 外部連結
- 香港影庫上《上天救命》的資料（繁體中文）
- 開眼電影網上《上天救命》的資料（繁體中文）
- 豆瓣电影上《上天救命》的資料 （简体中文）
- 时光网上《上天救命》的資料（简体中文）
- 互联网电影数据库（IMDb）上《上天救命》的资料（英文）